# Calycobolus africanus
Calycobolus africanus är en vindeväxtart som först beskrevs av George Don jr, och fick sitt nu gällande namn av Hermann Heino Heine. Calycobolus africanus ingår i släktet Calycobolus och familjen vindeväxter. Inga underarter finns listade i Catalogue of Life.